# 맥클레이도르콥시스
맥클레이도르콥시스 또는 파푸아도르콥시스(Macleay's dorcopsis, 학명: Dorcopsulus macleayi)는 캥거루과에 속하는 유대류의 일종이다. 파푸아숲왈라비(Papuan forest wallaby)로도 알려져 있다. 파푸아뉴기니의 토착종이다. 자연 서식지는 아열대 또는 열대 기후 지역의 건조림이다. 서식지 파괴로 위협을 받고 있으며, 제한된 지역에서만 남아 있다. 국제 자연 보전 연맹(IUCN)이 "관심대상종"(LC, least-concern species)으로 지정 분류하고 있다.

## 분류
맥클레이도르콥시스는 러시아 생물학자 맥클레이(Nicholas Miklouho-Maclay)가 처음 기술했으며, 학명은 오스트레일리아 자연학자 맥클레이(William Sharp Macleay)에게 경의를 표하기 위해 지었다. 작은도르콥시스속의 모식종이다. 일부 학자들은 뉴기니의 더 넓은 지역에 분포하는 작은도르콥시스 (Dorcopsulus vanheurni)와 같은 종으로 보기도 하지만, 2005년 그로브스(Groves)는 이 종의 상태를 별도의 종으로 간주했다.

## 특징
맥클레이도르콥시스는 작은 야행성 숲왈라비로 평균 몸무게가 3kg 정도이고, 털이 무성하고 짙은 갈색부터 검은색을 띤다. 꼬리가 약 2/3부터 3/4까지 털로 덮혀 있어, 1/2 정도 덮힌 작은도르콥시스와 비교하여 다르다.